# Commerzbank Tower
Commerzbank Tower là một tòa nhà chọc trời tại Frankfurt am Main, Đức. Sau khi hoàn thành năm 1997, đây là tòa nhà cao nhất châu Âu cho đến năm 2003. Tòa nhà có chiều cao tổng cộng 259 m với 56 tầng, 121.000 m². Phần lớn diện tích được sử dụng là trụ sở cho ngân hàng Commerzbank. Đây là công trình của công ty Foster & Partners, Arup và Krebs & Kiefer.

## Hình ảnh

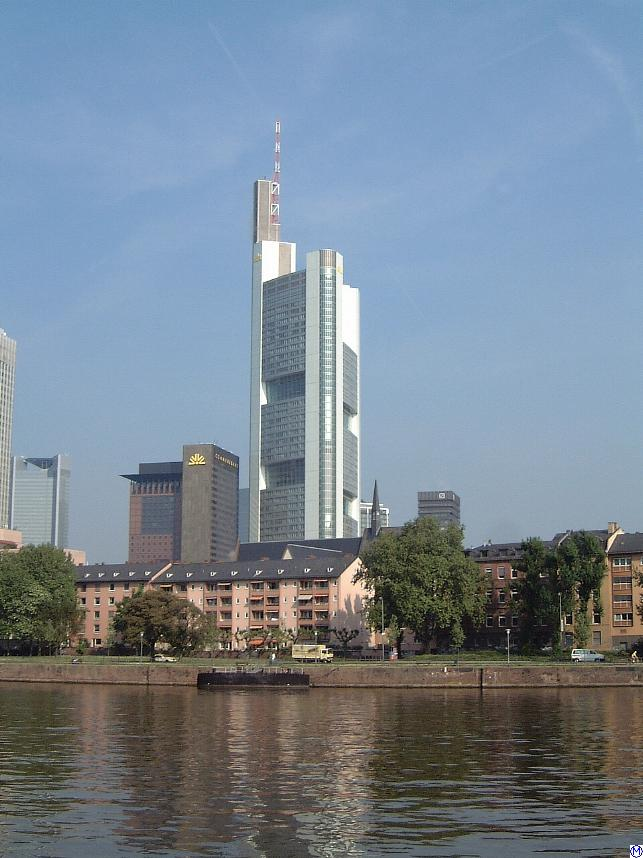
Toàn cảnh tòa nhà buổi sáng
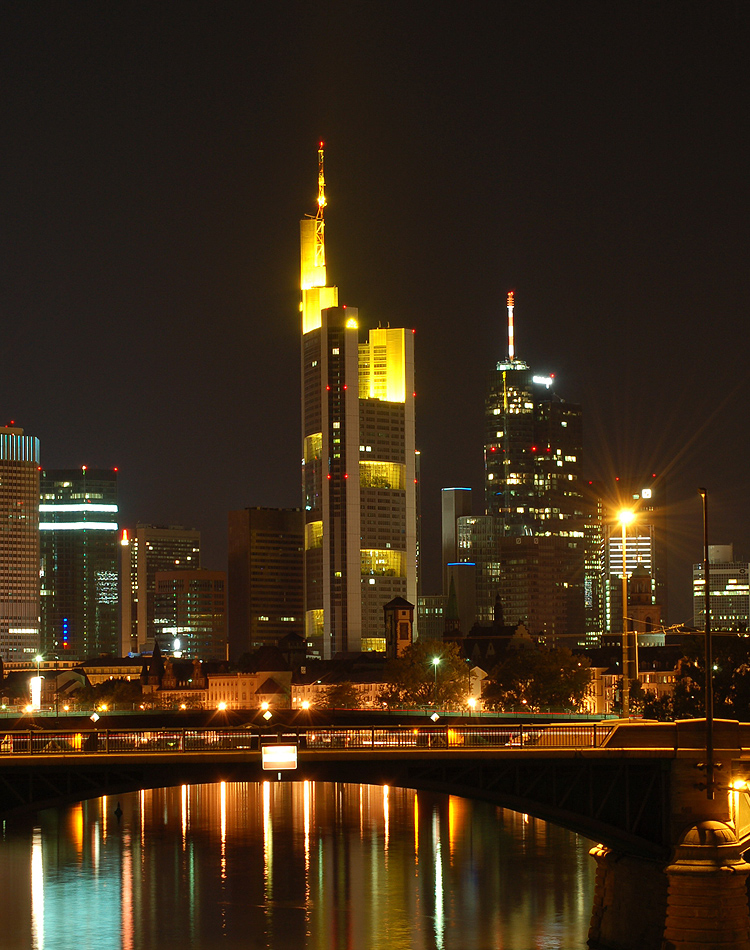
Toàn cảnh tòa nhà buổi tối
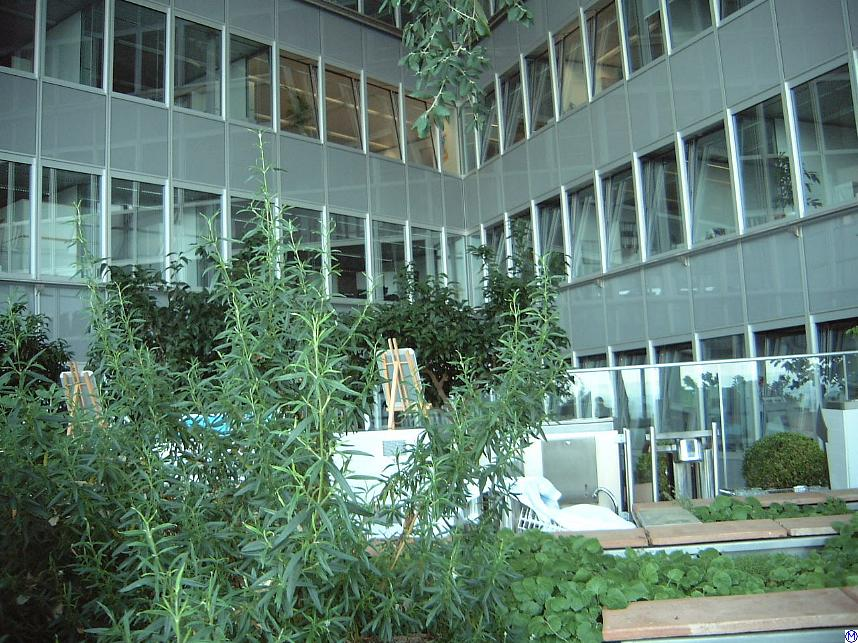
Khu vườn trên tầng20 của tòa nhà